# غييرمو بيريز رولدان
غييرمو بيريز رولدان (بالإسبانية: Guillermo Pérez Roldán)‏ مواليد 20 أكتوبر 1969 في تانديل، هو لاعب كرة مضرب أرجنتيني سابق بدأ مسيرته كمحترف سنة 1986 وكان يلعب باليد اليمنى، اعتزل اللعب في 1996. أعلى تصنيف له في الفردي كان المركز الـ 13 في سنة 1988.

## روابط خارجية
- غييرمو بيريز رولدان على موقع رابطة محترفي التنس (الإنجليزية)
- غييرمو بيريز رولدان على موقع الاتحاد الدولي لكرة المضرب (الإنجليزية)
- غييرمو بيريز رولدان على موقع كأس ديفيز (الإنجليزية)
- غييرمو بيريز رولدان على موقع خلاصة التنس.كوم (الإنجليزية)